# Чхунчхон-Пукто
Чхунчхон-Пукто(кор. 충청북도 [tɕʰuŋ.tɕʰʌŋ.buk̚.to]), сокращенно Чхунбук (кор. 충북 — Чхунчхонпукто) — провинция в центре Южной Кореи. В 1106 на её территории была образована провинция Чхунчхон. Чхунчхон-Пукто была сформирована в 1896 году из северо-восточной части провинции Чхунчхондо, до 1945 года являлась провинцией Кореи, затем стала провинцией Южной Кореи. Административный центр — город Чхонджу.

## География
Провинция является частью региона Хосо, с запада граничит с провинцией Чхунчхон-Намдо, с севера с провинциями Кёнгидо и Канвондо, с юга с Чолла-Пукто, а с востока — с Кёнсан-Пукто. Чхунчхон-Пукто — единственная в стране провинция, не имеющая выхода к морю. Большая часть покрыта горами, преимущественно горами Норёнсан на севере и Собэксан на востоке.

## Административное деление
Чхунчхон-Пукто поделена на 3 города («си») и 8 уездов («кун» или «гун»). Далее дан их полный список с названиями на хангыле и ханчче.

### Города
- Чечхон (제천시, 堤川市)
- Чхонджу (청주시, 淸州市)
- Чхунджу (충주시, 忠州市)

### Уезды
- Йондон (영동군, 永同郡)
- Квесан (괴산군, 槐山郡)
- Окчхон (옥천군, 沃川郡)
- Поын (보은군, 報恩郡)
- Танян (단양군, 丹陽郡)
- Чинчхон (진천군, 鎭川郡)
- Чынпхён (증평군; 曾坪郡)
- Ымсон (음성군, 陰城郡)

## Экономика
Сельское хозяйство включает специализируется на выращивании риса, ячменя, бобовых, и сладкого картофеля, также культивируются женьшень и табак. Табак был завезён сюда из американского штата Виргиния в 1912 году.
В провинции имеются также запасы таких ископаемых, как: золото, железо, каменный уголь, стеатит, флюорит, и молибден, а также мрамор и известняк в северной части провинции.
Хорошо развито производство шёлка.

## Достопримечательности
Главная достопримечательности провинции — гора Сонни (1058 м) в горах Собэксан и национальный парк вокруг неё. В нём расположен Пхопчуса, старейший храм Кореи. В провинции расположен ещё один национальный парк страны, вокруг горы Вораксан.

## Символы провинции
- Цветок: белая магнолия.
- Птица: сорока.
- Дерево: дзельква.
- Маскоты: мальчик Годуми и девочка Баруми.